# Галина Лозко
Галина Сергејевна Лозко (укр. Галина Сергіївна Лозко); рођена 3. фебруара 1952, у месту Елањец, Николајевска област) је украјински етнолог, теоретичар религије и филозоф, оснивач удружења „Уједињени родноверни Украјине“ (укр. „Об'єднання Рідновірів України“) (постоји од 1993. године; државна регистрација 24. маја 2001).

## Образовање
- 1969 — Кијевска средња школа № 140.
- 1977 — Филолошки факултет Универзитета у Кијеву (укр. Київський національний університет імені Тараса Шевченка) смер филологија, предавач украјинског језика и књижевности
- 1996 — кандидат филозофских наука - одбрана дисертације при Одељењу за теорију религије Института за филозофију укр. Інститут філософії ім. Г. Сковороди НАН України); тема дисертације: „Украјински паганизам као извор домаћег религиозног синкретизма“ (укр. „Українське язичництво як джерело побутового релігійного синкретизму“) (специјалност 09.00.11 — теорија религије).
- 2007 — доктор филозофских наука - одбрана дисертације при Катедри за теорију религије Филозофског факултета Универзитета у Кијеву; тема докторске дисертације: „Актуализација украјинске етничке религије у европском контексту“(укр. „Актуалізація української етнорелігії в европейському контексті“) (специјалност 09.00.12 — украјинистика).

Научно звање: професор.
Тренутно запослење : професор на Хуманистичком институту Универзитета у Кијеву.
Претходна запослења:
- Политехнички институт у Кијеву,
- Институт копнене армије војске Украјине Архивирано на веб-сајту  (2. јануар 2017),
- Државна академија за руководеће кадрове у просвети (укр. Державна академія керівних кадрів освіти),
- Национални универзитет културе и уметности у Кијеву.

Научна достигнућа:
- прва разрадила концепт „ренесансе етничких религија“;
- на основу фолклорно-етнографских и астрономских података реконструисала пагански календар „Круг Сварога“;
- саставила прехришћански словенски именослов са преко две и по хиљаде имена;
- истраживач и преводилац „Велесове књиге“.

Чланство у савезима писаца и књижевника: писац, члан Националног савеза писаца Украјине Архивирано на веб-сајту  (7. март 2012) (укр. Національної Спілки Письменників України) од 2003. године; публициста са преко стотину објављених чланака у журналима и научним зборницима.

## Научни и публицистички радови[1]
- Лозко Г. Українське язичництво., Київ, Український центр духовної культури, 1994.
- Лозко Г. Волховник., Київ, Український центр духовної культури, 1994.
- Лозко Г. Правослов. Молитви до Рідних Богів, Київ, НКТ «Світовид», 1995.
- Лозко Г. Українське народознавство., Київ, Зодіак-ЕКО, 1995; друго допуњено издање: Київ, АртЕК, 2004; треће издање: Харків, 2005.
- Лозко Г. С. Волховник. Правослов.- Серія: „Пам’ятки релігійної думки України-Русі“, Київ, „Сварог“, 2001.
- Lozko H. Rodzima Wiara Ukrainska (превод на пољски Антон Вацика (укр. Антоні Вацика)), Вроцлав, „Топожел“ (Польща), 1997.
- Лозко Г. Іменослов: імена слов`янські, історичні та міфологічні, Київ, Редакція часопису „Сварог“, 1998.
- Лозко Г. Етнологія України. Філософсько-теоретичний та етнорелігієзнавчий аспект., Київ, АртЕК, 2002.
- Лозко Г. Велесова Книга — волховник (превод, истраживање, оригинални текст и речник са око 8500 речи), Київ, „Такі справи“, 2002; друго издање: Вінниця, „Континент-Прим“, 2004; трећє издање 2006, четврто издање 2007.
- Лозко Г. Коло Свароже. Відроджені традиції - Український письменник, Київ, 2004.
- Лозко Г. С. Пробуджена Енея. Європейський етнорелігійний ренесанс, Див, Харків. 2006.  978-966-8504-20-4.
- Коло Свароже - сет празничних честитки са тематиком словенског родноверја. Научна реконструкција Галина Лозко; сликари: Виктор Крижанивски, Петро Качалаба, Елена Гајдамака, Київ: „Такі справи“, 2006.
- Лозко Г. С. Рідна читанка. Для середнього шкільного віку - Вінниця, Континент-Прим, 2007.
- више од стотину чланака у часописима и научним зборницима

### Учешће у научним, академским и енциклопедијским издањима
- Речник религијских појмова (укр. Релігієзнавчий словник), Кијев. 1996.  978-966-529-005-6.
- Мала енциклопедија народног управљања државом (укр. Мала енциклопедія етнодержавознавства), Кијев. 1996.  978-966-507-016-0.
- Историја религије Украјине у десет томова (укр. Історія релігій в Україні в 10-ти томах), Кијев, Украјински центар духовне културе(укр. Український центр духовної культури), 1996—2004.  978-966-7276-36-2.
- Академска теорија религије (укр. Академічне релігієзнавство), Кијев, 2000. и др.  978-966-7742-06-5.

## Сфера интересовања и главна достигнућа
- истраживање духовне културе Словена (следбеник проф. Владимира Шајана) (укр. Володимир Шаян).
- главне теме стваралаштва - повратак Словена на своју етничку религију, оживљавање старих народних и верских традиција, ритуала, обичаја, моралних и етичких вредности
- оснивач верске заједнице „Уједињени родноверни Украјине“ (укр. „Об'єднання Рідновірів України“)(постоји од 1993. године; државна регистрација 24. маја 2001).
- родноверно име — волхиња[а] Зореслава (од 1994. године).
- од 1995. године до данас је издавач и главни уредник научног часописа „Сварог“ Архивирано на веб-сајту  (17. новембар 2016) који се бави историјом и религијом родноверја
- поводом десетогодишњице независности Украјине одликована је „Орденом Свјатослава Храброг“ за успехе у обнављању родноверја[2]
- учесник бројних радио и телевизијских емисија.
- оснивач и ректор „Украјинске духовне академије родноверних“ (укр. Українська Духовна Академія Рідновірів) (академија је званично регистрована 2002. године)[3].
- телевизијски филм о делатности Галине Лозко „Острво заборављених богова“(укр. „Острів забутих Богів“)[б](режисер Ана Гомонај, Кијев, 2003).

### Будући планови
Изградити храм словенским божанствима.